# Reginald Claypoole Vanderbilt

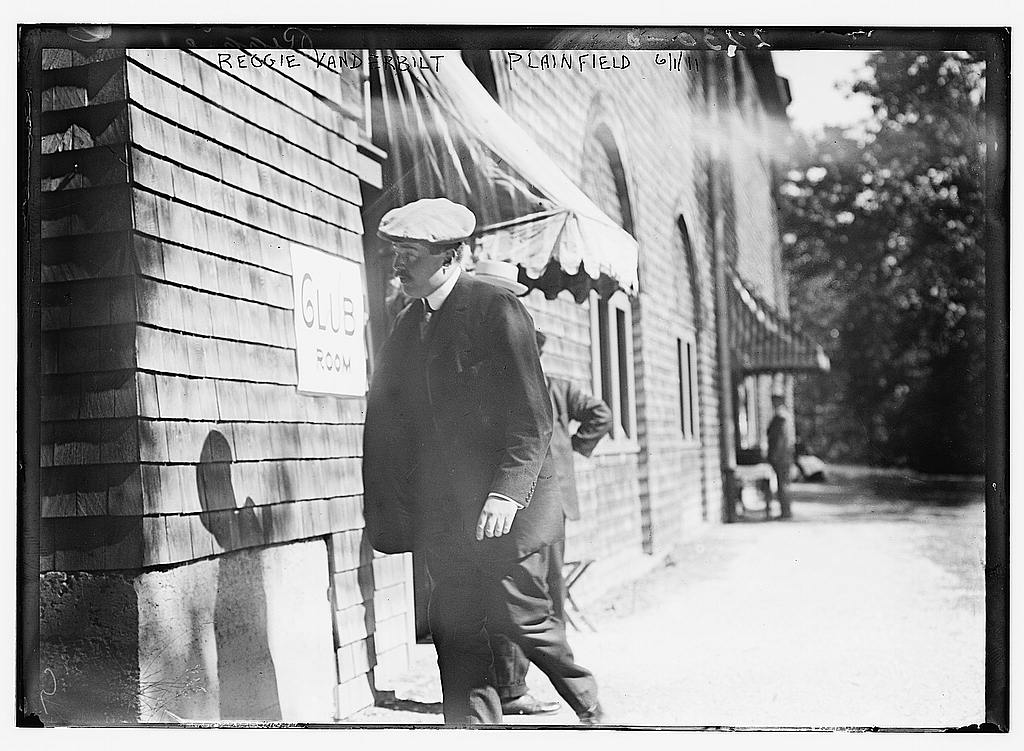
Vanderbilt in 1911

Reginald (Reggie) Claypoole Vanderbilt (Staten Island, New York, 19 december 1880 – Portsmouth, 4 september 1925) was een lid van de steenrijke Amerikaanse familie van Nederlandse afkomst Vanderbilt.
Hij was het jongste kind en een zoon van de spoorwegmagnaat Cornelius Vanderbilt II en Alice Claypoole Gwynne. Hij was een paardenliefhebber en wordt beschouwd als het zwarte schaap van de familie, die onder andere als autocoureur dodelijke ongelukken veroorzaakte. Hij maakte de Yale-universiteit niet af en leidde een jetsetleven van geld verkwisten en gokken. Nadat hij een grote erfenis van 7 miljoen dollar had opgemaakt, tastte hij het fonds van 5 miljoen dollar aan dat door zijn grootvader aan hem was nagelaten. Hij trouwde op 14 april 1903 eerst met Cathleen G. Neilson, bij wie hij een dochter kreeg, Cathleen Vanderbilt (1904-1944), en zij scheidde van hem in 1919. Op 6 maart 1923 trouwde hij met Gloria Laura Mercedes Morgan (1904-1965). Met haar kreeg hij ook een dochter, Gloria Vanderbilt. Hij overleed aan leverstoring, veroorzaakt door veelvuldig drankgebruik. Hij liet aan zijn beide dochters bijna 5 miljoen dollar na.